# Štefanovce (Vranov nad Topľou)
|  | No s'ha de confondre amb Štefanovce (Prešov). |

Štefanovce és un poble i municipi d'Eslovàquia. Es troba a la regió de Prešov, al nord del país.

## Història
La primera referència escrita de la vila data del 1473.

## Demografia
| Godina             | 1994 | 2004   | 2014   | 2024    |
| ------------------ | ---- | ------ | ------ | ------- |
| Nombre de persones | 109  | 110    | 113    | 86      |
| Diferència         |      | +0,91% | +2,72% | −23,89% |

| Godina             | 2023 | 2024   |
| ------------------ | ---- | ------ |
| Nombre de persones | 94   | 86     |
| Diferència         |      | −8,51% |